# Kathryn Bernardo
Kathryn Chandria Manuel Bernardo (Nueva Ecija, 26 de março de 1996) é uma atriz filipina.

## Filmografia

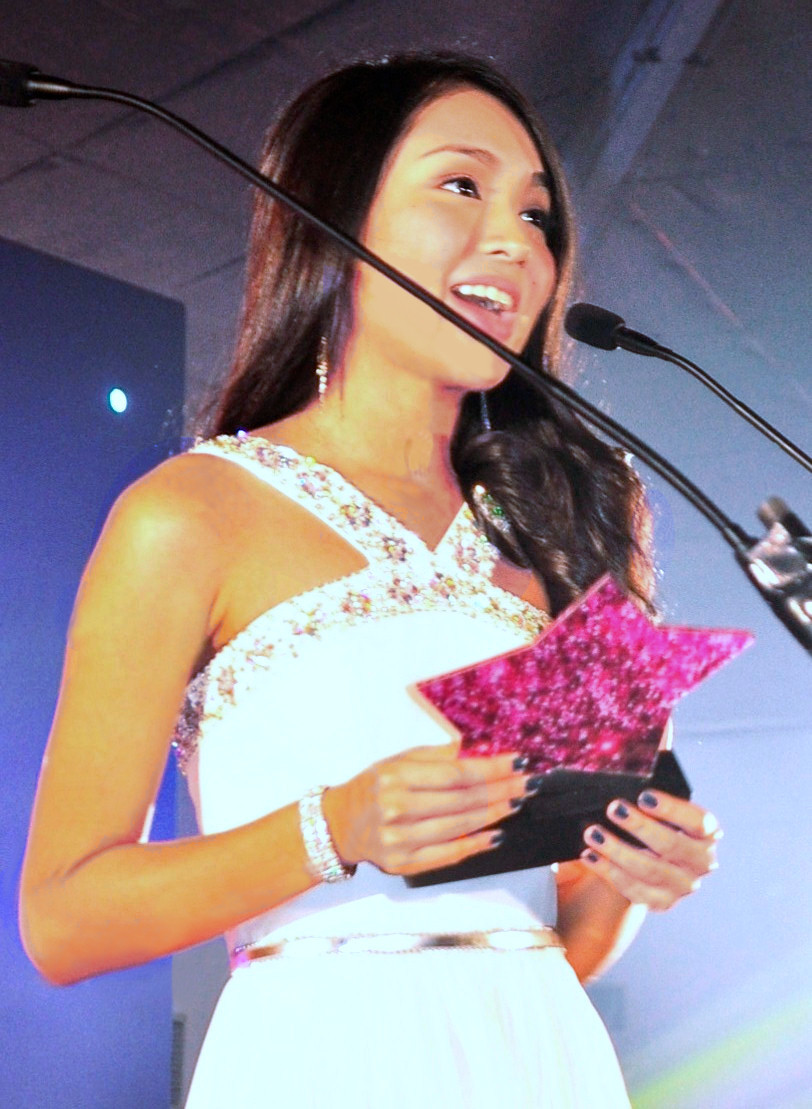
Bernardo em 2013

### Televisão
| Televisão    | Televisão                          | Televisão                          | Televisão   | Televisão |
| Ano          | Título                             | Papel                              | Emissora    |           |
| ------------ | ---------------------------------- | ---------------------------------- | ----------- | --------- |
| 2015         | Pangako Sa ’Yo                     | Yna Macaspac                       | ABS-CBN     |           |
| 2013         | Got to Believe                     | Chichay Tampipi                    | ABS-CBN     |           |
| 2012-2013    | Princess and I                     | Mikay Maghirang / Princess Areeyah | ABS-CBN     |           |
| 2012         | Maalaala Mo Kaya: Ensaymada        | Dang                               | ABS-CBN     |           |
| 2011–2012    | Growing Up                         | Ella Dimalanta                     | ABS-CBN     |           |
| 2011         | Wansapanataym: Apir Disapir        | Jenny Diwani                       | ABS-CBN     |           |
| 2011-present | ASAP                               | Herself                            | ABS-CBN     |           |
| 2010         | Shoutout!                          | Herself                            | ABS-CBN     |           |
| 2010–2011    | Mara Clara                         | Mara del Valle / Mara David        | ABS-CBN     |           |
| 2010         | Magkaribal                         | Young Anna Abella/Victoria Valera  | ABS-CBN     |           |
| 2010         | Endless Love                       | Young Jenny Dizon / Jenny Cruz     | GMA Network |           |
| 2009         | Maalaala Mo Kaya: Karnabal         | Paloma                             | ABS-CBN     |           |
| 2009         | Your Song: You Know It's Christmas | Stephanie                          | ABS-CBN     |           |
| 2009         | Maalaala Mo Kaya: Blusa            | Young Nympha                       | ABS-CBN     |           |
| 2009–2010    | Super Inggo at ang Super Tropa     | Maya                               | ABS-CBN     |           |
| 2008         | Maalaala Mo Kaya: Bracelet         | Zorayda                            | ABS-CBN     |           |
| 2007–2008    | Prinsesa ng Banyera                | Young Mayumi                       | ABS-CBN     |           |
| 2007         | Pangarap na Bituin                 | Young Chorva                       | ABS-CBN     |           |
| 2006         | Komiks: Bandanang Itim             | Juliana                            | ABS-CBN     |           |
| 2006–2007    | Super Inggo                        | Maya/Mandy                         | ABS-CBN     |           |
| 2006         | Maalaala Mo Kaya: Palaisdaan       | Young Lina                         | ABS-CBN     |           |
| 2006         | Gulong ng Palad                    | Young Mimi                         | ABS-CBN     |           |
| 2005–2010    | Goin' Bulilit                      | Herself                            | ABS-CBN     |           |
| 2005         | Vietnam Rose                       | Young Carina                       | ABS-CBN     |           |
| 2004         | Krystala                           | Bulinggit                          | ABS-CBN     |           |
| 2003         | It Might Be You                    | Cielo (jovem)                      | ABS-CBN     |           |

### Cinema
| Filmes | Filmes                                    | Filmes                                    | Filmes                                   |
| Ano    | Título                                    | Papel                                     | Produção                                 |
| ------ | ----------------------------------------- | ----------------------------------------- | ---------------------------------------- |
| 2014   | She's Dating the Gangster                 | Athena Dizon (jovem) / Kelai Dizon        | Star Cinema, Summit Media                |
| 2013   | Pagpag                                    |                                           | Star Cinema, Regal Films, Skylight Films |
| 2013   | Must Be... Love                           | Patricia "Patchot" Espinosa               | Star Cinema                              |
| 2012   | Sisterakas                                | Katherine "Kathy" Maningas                | Star Cinema and Viva Films               |
| 2012   | 24/7 in Love                              | Jane dela Cuesta                          | Star Cinema                              |
| 2011   | Shake, Rattle & Roll 13                   | Lucy                                      | Regal Films                              |
| 2011   | Way Back Home                             | Anna Bartolome / Joanna Liesl S. Santiago | Star Cinema                              |
| 2009   | Yaya and Angelina: The Spoiled Brat Movie | Angela                                    | GMA Films                                |
| 2008   | Supahpapalicious                          | Young Athena                              | Star Cinema                              |
| 2006   | Tatlong Baraha                            | Child                                     | Viva Films                               |
| 2005   | Nasaan Ka Man                             | Young Pilar                               | Star Cinema                              |
| 2004   | Gagamboy                                  | Tsoknat                                   | Regal Films                              |